# 東坡区
東坡区（とうば-く）は中華人民共和国四川省眉山市に位置する市轄区。区名は同地出身の蘇東坡に由来する。

## 行政区画
- 街道:通恵街道、大石橋街道、蘇祠街道
- 鎮:太和鎮、尚義鎮、多悦鎮、秦家鎮、万勝鎮、思蒙鎮、修文鎮、松江鎮、崇礼鎮、富牛鎮、永寿鎮、三蘇鎮、復興鎮

## 交通
鉄道
- 中国鉄路総公司
  - 成貴旅客専用線（成都方面）- 眉山東駅（中国語版） -（峨眉山方面）
  - 成昆線（成都方面）- 太和駅（中国語版） - 眉山駅（中国語版） - 鮮灘駅（中国語版） - 思濛駅（中国語版） -（昆明方面）

道路
高速道路
- 成都経済区環状高速道路（中国語版）（成都第三環状高速公路）
- 成東高速公路道路（中国語版）

国道
- G351国道（中国語版）

省道
- 103省道

## 名所・旧跡・観光スポット
- 三蘇祠
- 報恩寺

## 健康・医療・衛生
- 眉山市人民医院
- 眉山市眉山中医院
- 眉山市交通医院

## 出身者
- 蘇洵
- 蘇軾
- 蘇轍